# ورزشگاه مودیبو کیتا
ورزشگاه مودیبو کیتا یک ورزشگاه چندمنظوره در شهر باماکو، مالی است. این ورزشگاه در حال حاضر بیشتر برای مسابقات فوتبال مورد استفاده قرار می‌گیرد و به عنوان زمین خانگی برای باشگاه فوتبال آ.اس رئال باماکو و گاهی برای تیم ملی استفاده می‌شود. این ورزشگاه دارای گنجایش ۳۵٬۰۰۰ تماشاگر است و به نام رئیس‌جمهور مودیبو کیتا نامگذاری شده است.

## تاریخچه
ساخت ورزشگاه در روز ۱۲ ژوئن ۱۹۶۳ با تشریک مساعی شوروی-مالی به دستور رئیس‌جمهور مودیبو کیتا آغاز شد. این ورزشگاه در روز ۲ دسامبر ۱۹۶۷ افتتاح شد. نام ورزشگاه در روز ۴ ژوئیه ۱۹۸۷ به ورزشگاه مودیبو کیتا تغییر یافت.

## حادثه ازدحام در ماه فوریه ۲۰۱۱
روز ۲۱ فوریه ۲۰۱۱، به خاطر ازدحام مردم در ورزشگاه در تلاش برای طلب برکت از امام عثمان مدنی هایدارا در هنگام برگزاری جشن میلاد پیامبر، ۳۶ نفر کشته و ۶۰ نفر مصدوم شدند.